# Pilea pumileoides
Pilea pumileoides är en nässelväxtart som beskrevs av Ignatz Urban. Pilea pumileoides ingår i släktet pileor, och familjen nässelväxter. Inga underarter finns listade i Catalogue of Life.